# Камара-де-Лобуш (район)
Камара-де-Лобуш (порт. Câmara de Lobos) — район (фрегезия) в Португалии, входит в округ Мадейра. Расположен на острове Мадейра. Является составной частью муниципалитета Камара-де-Лобуш. Население составляет 16 842 человека на 2001 год. Занимает площадь 7,62 км².
Покровителем района считается Святой Себастьян (порт. São Sebastião).